# مجالس الدفاع (إسبانيا)
أنشئت مجالس الدفاع (بالإسبانية: Juntas de Defensa)‏ في إسبانيا بأنها منظمات نقابوية في يونيو 1917 في عهد ألفونسو الثالث عشر. وكانت مشمولة بحماية الملك حيث عدت مجموعة ضغط عسكري على السلطة المدنية، والتدخل في أنشطة الحياة السياسية، وبالتالي ساهمت في ازدياد أزمة نظام عودة البوربون. ثم حُوِّلت إلى لجان إعلامية برئاسة وزير الحربية خوسيه فيلالبا ريكيلمي 1919-1920، حتى ألغيت في نوفمبر 1922، قبل عشرة أشهر من انقلاب بريمو دي ريفيرا الذي انهى الفترة الدستورية لعهد ألفونسو الثالث عشر.
كانت البداية في سنة 1916 بتجمع القادة والضباط المرابطين في اسبانيا والذين كانوا يطالبون بزيادة الأجور (انخفضت قوتهم الشرائية بسبب التضخم الناجم عن الحرب العظمى)، وكذلك احتجاجا على الترقيات السريعة التي نالها رفاقهم في المغرب عن طريق «مزايا الحرب» والتي سمحت لهم بزيادة دخلهم والتقدم عليهم في الصفوف.

## التاريخ

### البداية

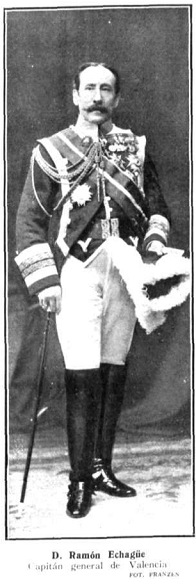
الجنرال رامون اتشاغيو وزير الحرب بين سنة 1913 و 1915.

بدأت المجالس بالظهور بسبب الاستياء الناجم من بعض قطاعات الجيش لجهود الإصلاح العسكرية التي تقوم بها حكومات المحافظ ادواردو داتو والليبرالي الكونت رومانونس. حيث عرض الجنرال رامون اتشاغيو وزير الحرب لداتو في نوفمبر 1915 خطة للحد من الأعداد الكبيرة من الضباط التي تعد إحدى المشاكل الرئيسية في الجيش الإسباني من خلال التقاعد المبكر. لكنها فشلت في اعتمادها حيث سقطت الحكومة في الشهر التالي. واستلم الخطة خليفته وزير الحرب الجنرال أوغستين لوكي، حيث أضاف إلغاء عدد من الوظائف الشاغرة منها حوالي 4800 من القادة والضباط سيكونون بلا حاجة. كما أعطى حل وسط بشأن مسألة الترقيات المثيرة للجدل: الحفاظ على الترقية حسب الأقدمية في زمن السلم، مع الحاجة لتقديم اختبارات لتقييم مدى ملاءمة المرشحين، وترك الباب مفتوحا أمام إمكانية أن يتمكنوا من منح الترقيات على أساس الجدارة مستقبلا، والذي سيشرف عليه المجلس الأعلى للحرب والبحرية.
لكن الخطة واجهت رفض القادة والضباط من رتبة أدنى حتى العقيد الموجودين في شبه الجزيرة الايبيرية الذين كانوا الأكثر تضررا من عملية الإصلاح تلك والتي دافعت أيضا عن النطاق المغلق في الترقيات - وهذا يعني عن طريق الصرامة القديمة دون وسائل اختبار -. وفي 1916 تم تشكيل مجلس عسكري للمهندسين في برشلونة الذي ادعى أنه قادر على التوفيق في مصائر المنتسبين خلال الممارسة المدنية للمهنة. في الخريف وأيضا في برشلونة أنشئ ضباط سلاح المشاة المجلس العسكري الخاص بهم، والذي لم يعارض فقط إصلاح الجنرال أوغستين لوكي ولكن عارض أيضا الترقيات على أساس الجدارة والمحسوبية في امتيازاتهم، وكما طالب بزيادة الرواتب التي انخفضت قوتها الشرائية بسبب التضخم الناجم عن الحرب العظمى. انتشرت حركة «المجالس العسكرية» في جميع أنحاء إسبانيا، وشكلت شبكة من المجالس المحلية والإقليمية التي بلغت ذروتها في مجلس الدفاع المركزي، ومقره برشلونة.

### الإعتراف والإزدهار
طلبت المجالس اعترافًا قانونيًا ولكن عارضته الحكومة، فازيح رومانونس في أبريل 1917 وأتت حكومة يرأسها الليبرالي مانويل غارسيا برييتو الذي أمر وزير الحرب الجنرال فرانسيسكو أغيليرا بحل تلك المجالس. بلغ التوتر بين الحكومة والمجالس ذروتها في الأسبوع الأخير من شهر مايو. وفي 1 يونيو قدم مجلس العسكري في برشلونة رسالة إلى القبطان العام لكاتالونيا طالبه بالإفراج عن الضباط الذين اعتقلوا لانتمائهم إلى المجالس والاعتراف بهم، وهدد بخرق النظام إذا لم يتم قبول مطالبهم.

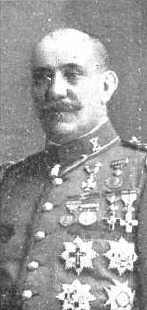
الكولونيل بنيتو ماركيز. حوالي 1914

أما الملك الذي تابع الصراع بقلق بالغ وبحث الحل -وفقا للمؤرخ مانويل سواريز كورتينا- الذي لن ينتقص من هيبة الجيش، ووقف بجانب المجالس لضرورة الوحدة مع الجيش والوقوف امام أي تهديد وشيك للانقلاب حتى لو كان عليه أن ازاحة وزير دفاعه وتغيير الحكومة الليبرالية باخرى محافظة، بمحاولة أخيرة لإستعادة الوضع. وفقا مؤرخ خافيير مورينو لوزون:«بالبداية كان الملك يدعم وزرائه... ولكنه كان في موقف اختبار بين تأكيد السلطة المدنية أو التعاطف مع الطبقات الوسطى من الجيش، فمال الميزان لصالح الجيش الذي اسهب بالمديح لوطنيتهم المحمودة». لذلك سقطت حكومة غارسيا بريتو وشكلت حكومة محافظين برئاسة داتو، الذي سارع إلى تسليم بالموافقة واعتبار أنه من المناسب الاستسلام للمطالب العسكرية وإطلاق سراح من اعتقلوا وإضفاء الشرعية على المجالس. ولعل السلطات كانت تعتقد أن التنازلات تساعد على عدم الانضباط، ولكن منذ في تلك اللحظة تم إضفاء الشرعية على المجالس للتدخل في الحياة السياسية للبلاد كما فعلوا في سنوات متتالية.
لذا فما حدث في 1905-1906 فيما يتعلق بحادثة Cu-Cut! وإعادة قانون الاختصاص القضائي تكرر مرة أخرى سنة 1917: حيث ناشد الجيش الملك فوقف الملك إلى جانبهم. فأجبرت الحكومة على الاستقالة، واستبدالها بحكومة رأسها المحافظ إدواردو داتو الذي أوقف الضمانات الدستورية ووازدادت الرقابة الصحفية وقبل بوجود المجالس العسكرية. وأغلق البرلمان بعدها ببضعة أيام.
مع سقوط الحكومة الليبرالية غارسيا برييتو واحلال داتو مكانه نتيجة لضغط الجيش والتاج معا، ثبت أنه لم يكن لأحزاب نظام تداول السلطة دورا في صناعة القرار، لأن مراكز القوة بدأت تتجه نحو الثكنات والقصر الملكي. "كان يونيو 1917 يعني نقطة اللاعودة في هذا المنزلق، فمنذ تلك اللحظة حتى سبتمبر 1923 عندما وضع انقلاب بريمو دي ريفيرا نهاية للملكية الدستورية ظهرت 14 أزمة حكومية في إسبانيا دعت أربع انتخابات عامة ووصل حوالي ثلاثة رؤساء الوازرة عن طريق الضغط العسكري المباشر. [...] ففي حين سقطت الحكومات لأسباب من عدم الدعم من جميع فصائل الحزب الواحد مع وجودها في الكونغرس وأيضا الضغوط من الخارج. وقعت ظاهرتان أدت إلى انهاء دفع النظام الليبرالي في الاتجاه المعاكس من مطالباته المتكررة للتجديد. الأولى تمكن الملك من زيادة إمكانياته وفرصه بالتدخل في اللعبة السياسية وتغيير التكليف لتشكيل حكومة من زعيم إلى آخر مع الاحتفاظ بالقدرة على اتخاذ قرار بشأن توقيت الانتخابات. [...] والثاني هو نقل المبادرة السياسية إلى الجيش، ونظراً لعسكرة النظام العام فقد ازداد الاحتجاج الاجتماعي. فتكررت المشكلة العسكرية وبرزت السياسة البريتوريانية في رغبة العسكر بعمل مجموعات ضغط على الشركات وتقديم أنفسهم بديل سياسي: فهم لم يعودوا سيف الدولة القوي كما في القرن 19 ولكن أرادوا أن يكونوا مجرد شركة.

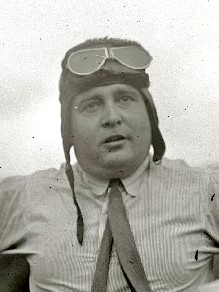
خوان دي لا ثييرفا

خلال الإضراب الثوري العام 1917 اتخذت مجالس الدفاع -اعتقد الاشتراكيون أنها ستكون معهم- موقفا لتصبح جزءًا من النظام القائم، لذلك فهم لم يساهموا بأي ثورة بل بالعكس عملوا على قمعها بقوة - «لم يقم الجنود بتشكيل السوفييتات مع العمال بالطريقة الروسية، ولكنهم أطاعوا قادتهم طاعة عامة» كما قال مورينو لوزون. وقد علق أحد ضباط الحامية في برشلونة:"منذ البداية كان على القوات معاقبتهم جميعا. وبفضل تلك الجهود قُضي على الثورة بسرعة، لأن اعتقاد الثوريين في البداية أن الجيش سيكون معهم. وبعد إضراب أغسطس، ضغطت مجالس الدفاع على حكومة إدواردو داتو المحافظة لاستقالتها في أكتوبر. فبدأ جليا أن السياسيين بدأوا بالاعتماد على الجيش عند تشكيل حكومة أو المحافظة عليها، سواء كانت ليبرالية أو محافظة".
لم تدوم حكومة الائتلاف برئاسة الليبرالي مانويل غارسيا برييتو التي حلت محل حكومة داتو سوى بضعة أشهر، والسبب في ذلك هو الخلافات الداخلية بالإضافة إلى ضغط مجالس الدفاع. ولسياسة المتابعة معهم دعم وزير الحرب المحافظ خوان دي لا ثييرفا مطالبات مجالس الدفاع الخاصة بهم، مما جعل غارسيا برييتو يخسر دعم الفصائل الليبرالية الأخرى، وعندما قدم استقالته اجبرته مجالس الدفاع بالبقاء. وبالأخر جاء إضراب الموظفين الذين شجعهم ممارسة الجيش فشكلوا مجالسهم الخاصة بهم، مما قضى على الحكومة. فقرر بريتو غارسيا حل هيئة البريد والتلغراف، وهي إحدى الهيئات التي بدأت بالإضراب، في حين هدد الجيش بتشكيل حكومة يرأسها ثييرفا. ثم أمر الملك الكونت رومانونس بجمع جميع قادة الفصائل الليبرالية والمحافظة للبحث عن مخرج. أدى ذلك إلى ظهور حكومة ائتلاف جديدة أطلق عليها اسم «الحكومة الوطنية» ويرأسها أنطونيو مورا.

### الانحطاط والانحلال
بعد تلك الأحداث بثلاث سنوات وقعت معركة أنوال في يوليو 1921 وكانت كارثة لإسبانيا، فشكلت حكومة ائتلاف جديدة برئاسة أنطونيو مورا. وأيضا تولت تلك الحكومة مسؤولية مجالس الدفاع. ومرة أخرى حاول وزير الحرب خوان دي لا ثييرفا في يناير 1922 دمجهم في الوزارة ليكونوا مجرد «لجان إعلامية»، ولكن للحصول على توقيع الملك للمرسوم وجب على الحكومة استخدامه كاملا، وحتى عند تقديم الحكومة استقالتها شكك الملك حول توقيت هذا الاجراء، وحافظ على اتصالاته مع رؤساء مجالس الدفاع. استمرت حكومة مورا التي عانت من مسؤولية كارثة أنوال مدة ثمانية أشهر، وفي مارس 1922 استبدلت بها حكومة محافظة رأسها خوسيه سانشيز غيرا.

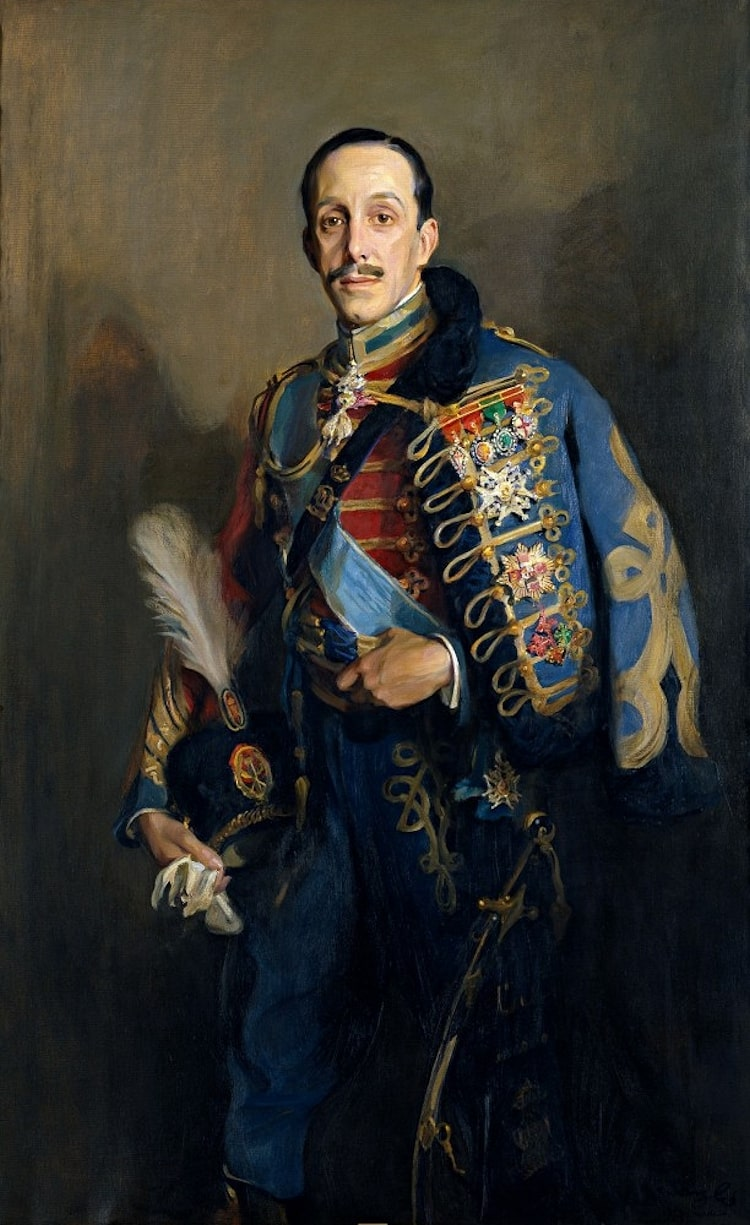
صورة الملك ألفونسو الثالث عشر في الزي الرسمي للفارس (1927).

حاولت حكومة سانشيز غيرا مواجهة تدخل مجالس الدفاع المتزايد واقترحت بإخضاعها إلى مجلس الدفاع الأعلى ثم يعاد تسميتها إلى اللجان الإعلامية، واعتمدت في تلك المرة على تعاون الملك. في يونيو 1922 في اجتماع مع الحامية العسكرية لبرشلونة انتقد الملك ألفونسو الثالث عشر تلك المجالس، وهكذا حدث من كان ينظر إليهم بأنهم حلفاء أن أصبحوا خصما- وفي المقابل تلقى الدعم من الجيش «الأفريقي» الموجود بالمغرب-. وقال الملك:
وقد ردت الحكومة في الكورتيس إنها تدعم كلمات الملك. وبناء على طلب من النائب المستقل أوغستو بارسيا بحل مجالس الدفاع أجاب الرئيس أنه «لم يسبق لي أن صفقت أو وجدت نجاحا في ماتم بطريقة غير شرعية في أداء تلك التي تسمى مجالس الدفاع. ليس من قبل ولا بعد ولا الآن»، مؤكدين أنه في حالة وجودهم خارج القانون فإن الحكومة ستتصرف حيال ذلك. وانتقد النواب الاصلاحيين والجمهوريون والاشتراكيين تدخل الملك لتجاوز دوره الدستوري في إشارة إلى الدعم الذي قدمه للمجالس في الماضي، وانتقدوا أيضا الحكومة لدفاعهم عن الملك للتعبير عن رأيه في هذا الموضوع.
وأخيرا وافق البرلمان في نوفمبر 1922 بإنشاء قانون حل فيه اللجان الاعلامية (الاسم الجديد لمجالس الدفاع) والقواعد التي ينبغي اتباعها في ترقيات لمن نال ميزة الحرب، وبالتالي تلبية إحدى مطالبهم. وبهذه الطريقة تم استعادة وحدة ضباط جيش أفريقيا الإسباني والمجالس إلى الجيش الإسباني.